# Јустејн Гордер
Јусејн Гордер (норв. Jostein Gaarder; 8. август 1952) је норвешки интелектуалац и књижевник. Гордер је аутор новела, кратких прича и књига за децу.

## Биографија
Гордер је рођен у Ослу, од родитеља педагога. Студирао је скандинавске језике и теологију на универзитету у Ослу. Накратко је пре књижевне каријере предавао филозофију на факлутету Folkehøyskole.
Његово најпознатије дело је Софијин свет, у поднаслову Роман о историји филозофије ( 978-0-425-15225-6..). Ово популарно дело је преведено на педесет три језика; одштампано је двадесет шест милиона примерака, а само у Немачкој је продато преко три милиона.
1997. године установио је Софијину награду заједно са својом женом Сири Даневиг.

## КритикаИзраелаиЈудаизма
Августа 2006. Гордер је објавио ауторски чланак у једним од највећих новина у Норвешкој, Афтенпостен, где је оштро критиковао војне операције Израела од 1967. У њему наводи да је „Израел већ историја“ и да „признаје само онај из 1948.“ „Држава Израел је са бескрупулозним ратним умећем и одвратним оружјем маскирала властити легитимитет“.
„Смејемо се онима који верују да је Бог изабрао народ за свог фаворита и дао му лиценцу за убијање.“
„Држава Израел је систематски кршила људска права, међународне конвенције и безброј резолуција УН, и више не може очекивати заштиту... Нема назад. Држава Израел је силовала признање света и неће имати мир све док не положи своје оружје. Нека дух и речи одувају апартхејдске зифове Израела. Израел не постоји. Она је без одбране и коже. Зато се свет сада мора сажалити на цивиле.“
Текст је изазвао бурна реаговања, подршке и оптужбе за антисемитизам.

## Дела
- Дијагноза и друге новеле (1986)
- Деца из Сукхаратија (1987)
- Жабљи замак (1988)
- Мистерија пасијанса (1990)
- Софијин свет (1991)
- Божићна мистерија (1992)
- У једном огледалу, у једној загонеци (1993)
- Магична библиотека Биби Бокен (1993)
- Хало? - Има ли кога овде? (1996)
- Вита Бревис (1998)
- Маја (1999)
- Кћи директора циркуса (2001)
- Девојка с поморанџама (2003)
- Шах-мат (2006)
- Жути патуљци (2006)
- Замак у Пиринејима (2008)
- Баш како треба (2018)